# Фицджеральд, Джон, де-факто 12-й граф Десмонд
Джон Фицджеральд, де-факто 12-й граф Десмонд  (англ. John FitzGerald, de facto 12th Earl of Desmond, умер в декабре 1536 года) — англо-ирландский аристократ, 12-й граф Десмонд (1534—1536).

## Биография

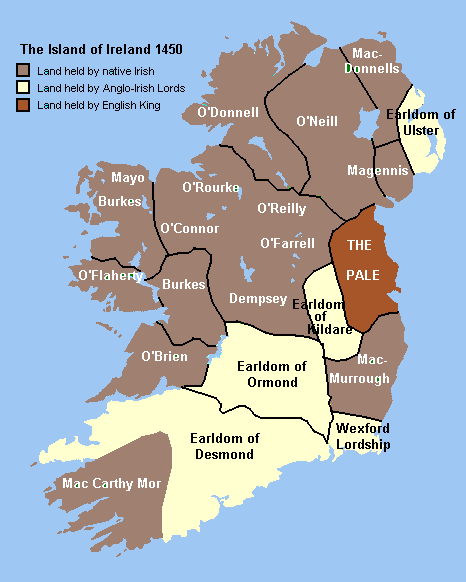
Карта Ирландии 1450 года, где на юго-западе острова показано графство Десмонд

Представитель англо-нормандского рода Фицджеральдов. Один из сыновей Томаса Фицджеймса Фицджеральда (1426—1468), 7-го графа Десмонда (1462/1463 — 1467/1468), и Эллис де Барри, дочери Уильяма Барри, 8-го барона Барри, и Эллен де ла Рош.
Согласно Анналам четырёх мастеров, Джон Фицтомас Фицджеральд спровоцировал убийство своего старшего брата, Джеймса Фицджеральда, 8-го графа Десмонда, в 1487 году, и был изгнан из графства другим братом Морисом Фицджеральдом, 9-м графом Десмонда.
В 1534 году скончался Томас Фицтомас Фицджеральд, 11-й граф Десмонд (1529—1534), старший брат Джона. На графский престол стали претендовать Джон Фицджеральд, де-факто 12-й граф Десмонд, и его родственник, Джеймс Фицджеральд, де-юре 12-й граф Десмонд (сын Мориса и внук Томаса Фицджеральда, 11-го графа Десмонда).
Джон Фицджеральд, де-факто 12-й граф Десмонд скончался в декабре 1536 года. А его внучатый племянник и соперник, Джеймс Фицджеральд, де-юре 12-й граф Десмонд, был убит в 1540 году.
Ирландский историк Альфред Уэбб писал об Джоне Фицджеральде, что он, имея поддержку значительной группы в самом графстве, был де-факто 12-м графом Десмонда.

## Брак и дети
Джон Фицджеральд был женат на Мод (Мор) О’Брайен, дочери Доноу О’Брайена из Карригогуннеля. Супруги имели четырех сыновей:
- Томас Фицджеральд (ум. 1520)
- Джеймс Фицджеральд, 14-й граф Десмонд (ум. 1558)
- Морис ан Тортейн Фицджеральд (ум. 1564)
- Джон Ог Фицджеральд (ум. 1580)